# Ополе
Опо́ле (пол. Opole, сил. Uopole), до 1945 года О́ппельн (нем. Oppeln [ˈɔˌpl̩n]) — город в Польше на реке Одра, столица Опольского воеводства. Культурный (филармония, театр) и научный (университет, политехнический институт) центр региона. Исторический центр Опольского и Опольско-ратиборского княжеств, Опольского герцогства, просуществовавших в том или ином виде до 1742 года. 

## История
Ополе является одним из самых старых городов Польши. Город находится в исторической области Верхняя Силезия и со Средневековья до начала XX века был её столицей. Первые упоминания об Ополе датируются 845 годом. Согласно данным археологических раскопок, первые славянские поселения появились на Острувеке — северной части острова Пасека, расположенного посреди реки Одра.
В ночь погрома 9 ноября 1938 года нацисты заставили раввина Ганса Гиршберга поджечь синагогу собственноручно.
До 1945 года город входил в состав Германии под названием Оппельн.
24 января 1945 года был взят наступающими советскими войсками Первого Украинского фронта и решением Потсдамской конференции передан впоследствии Польше.

## Образование
- Опольский университет
- Опольский политехнический институт
- Высшая банковская школа
- Высшая школа управления и администрации
- Государственная медицинская высшая профессиональная школа

## Культура
- Опольская филармония им. Юзефа Эльснера
- Театр имени Яна Кохановского
- Опольский театр куклы и актёра им. А. Смольки
- Ежегодный Фестиваль польской песни на Певческом поле

## Религия
- Епархия Ополе

## Достопримечательности
- Музей опольской деревни

## Галерея

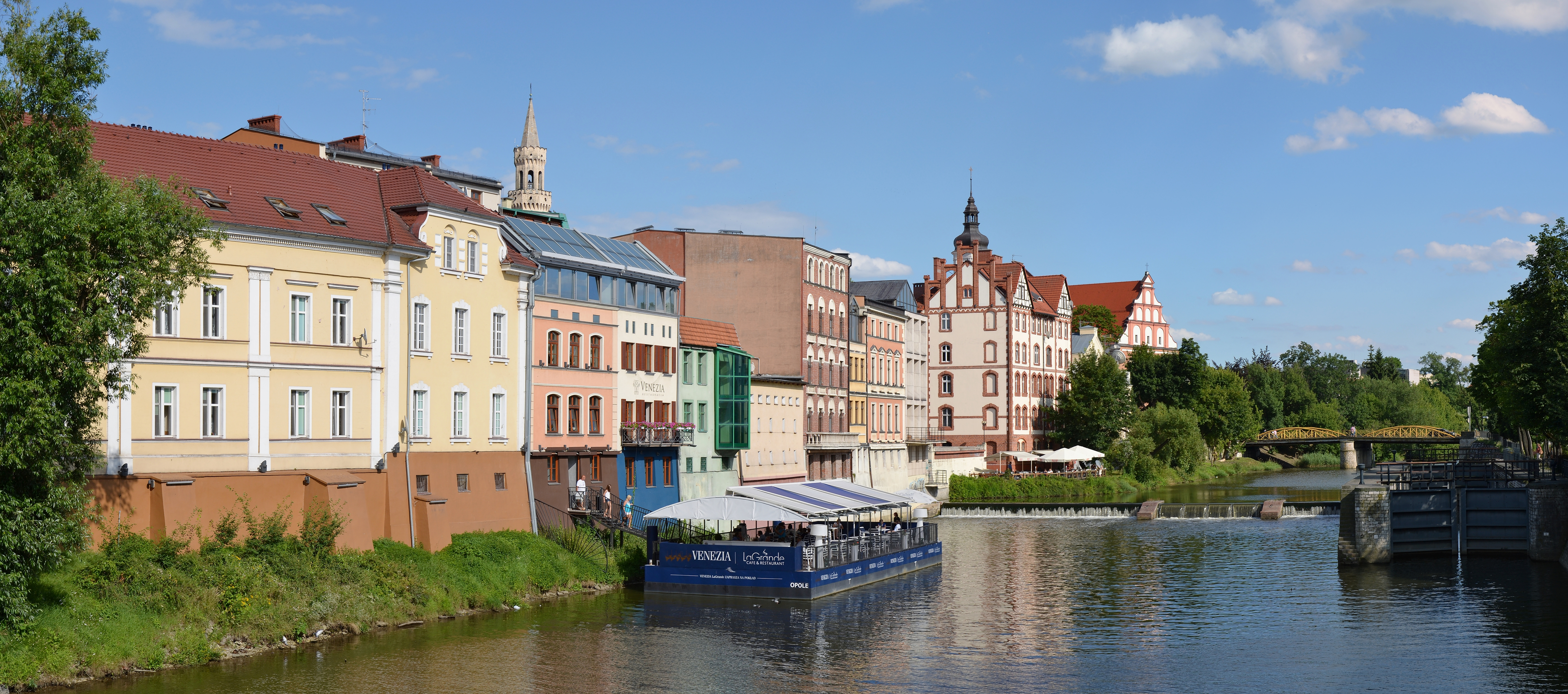
Госпиталь
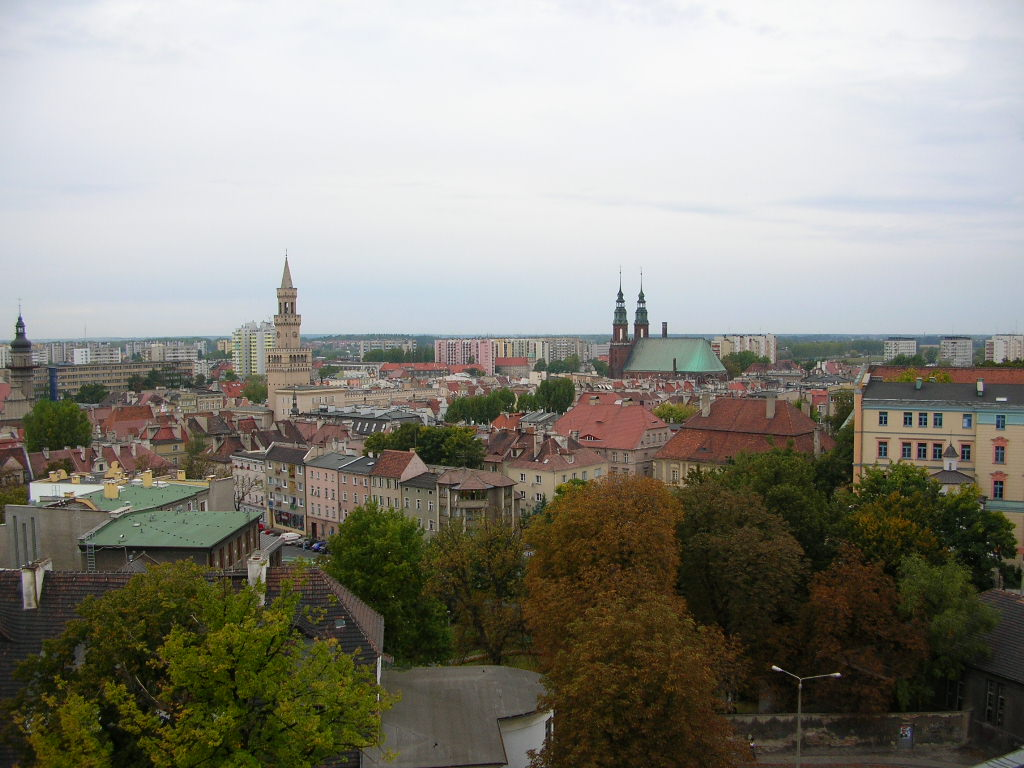
Вид на город
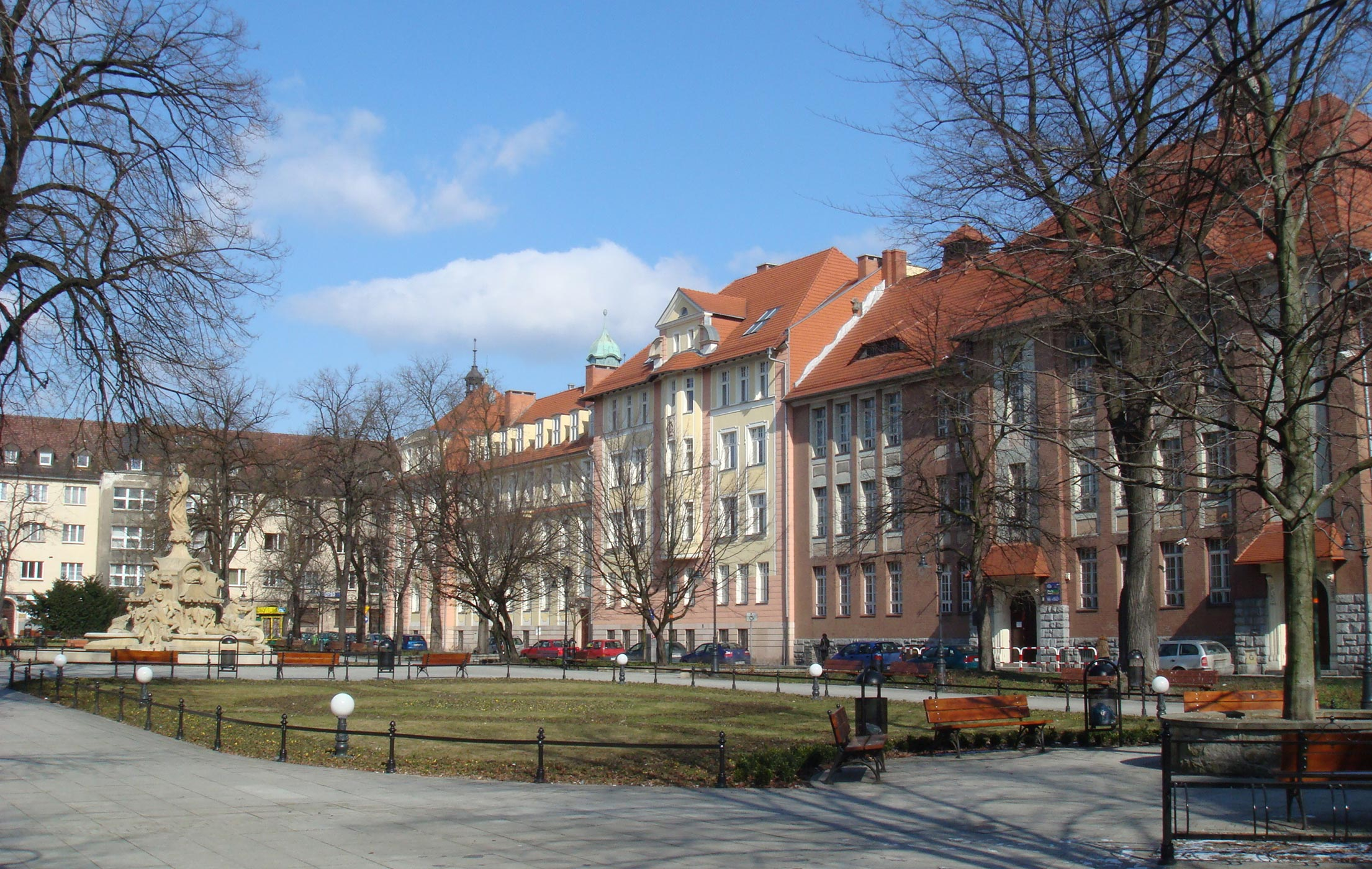
Площадь Дашинского
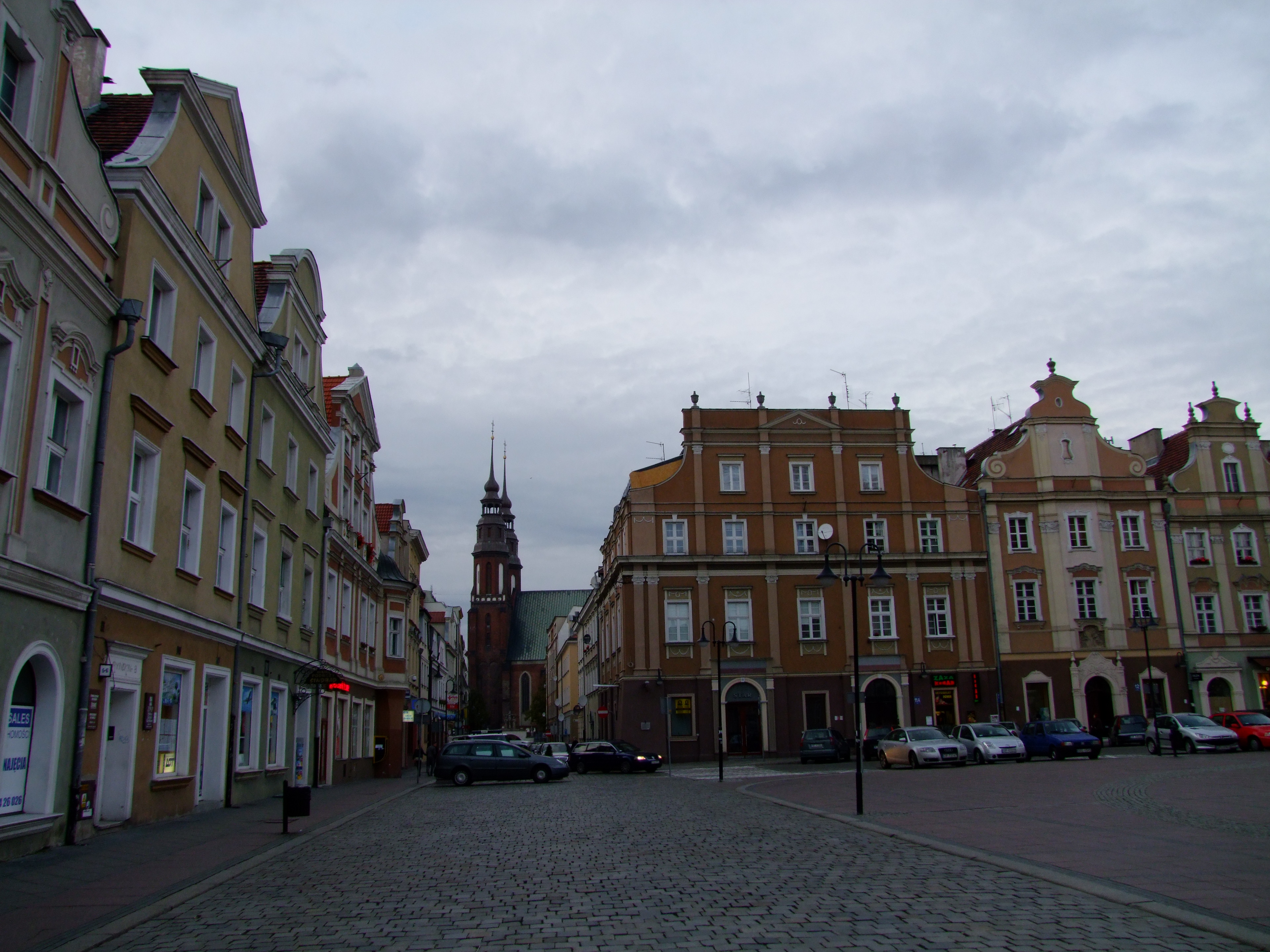
Фрагмент рыночной площади
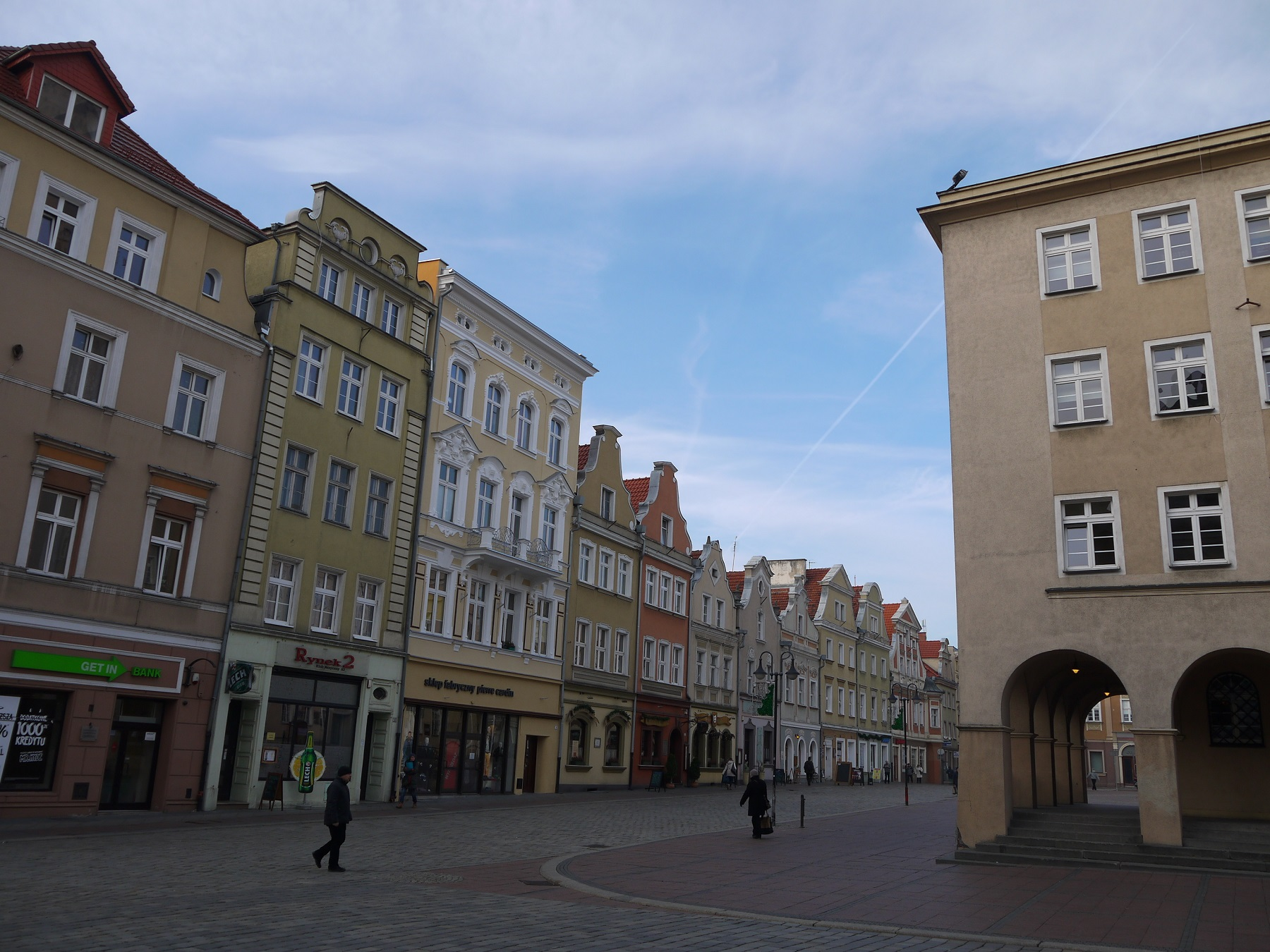
Фрагмент рыночной площади
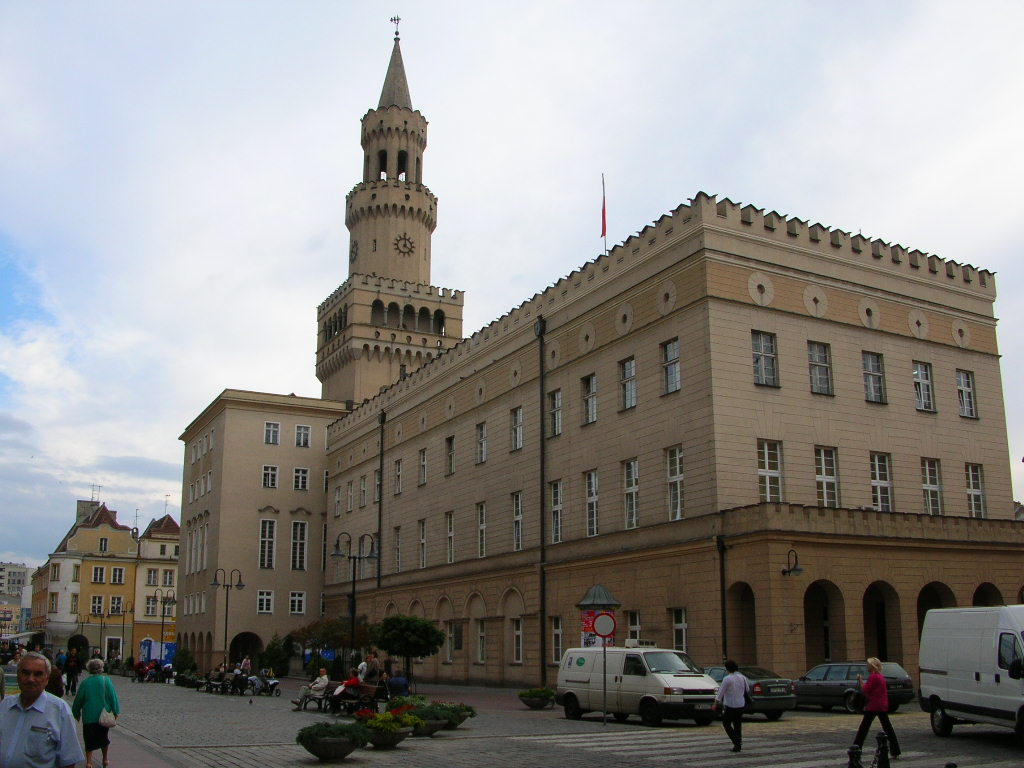
Ратуша
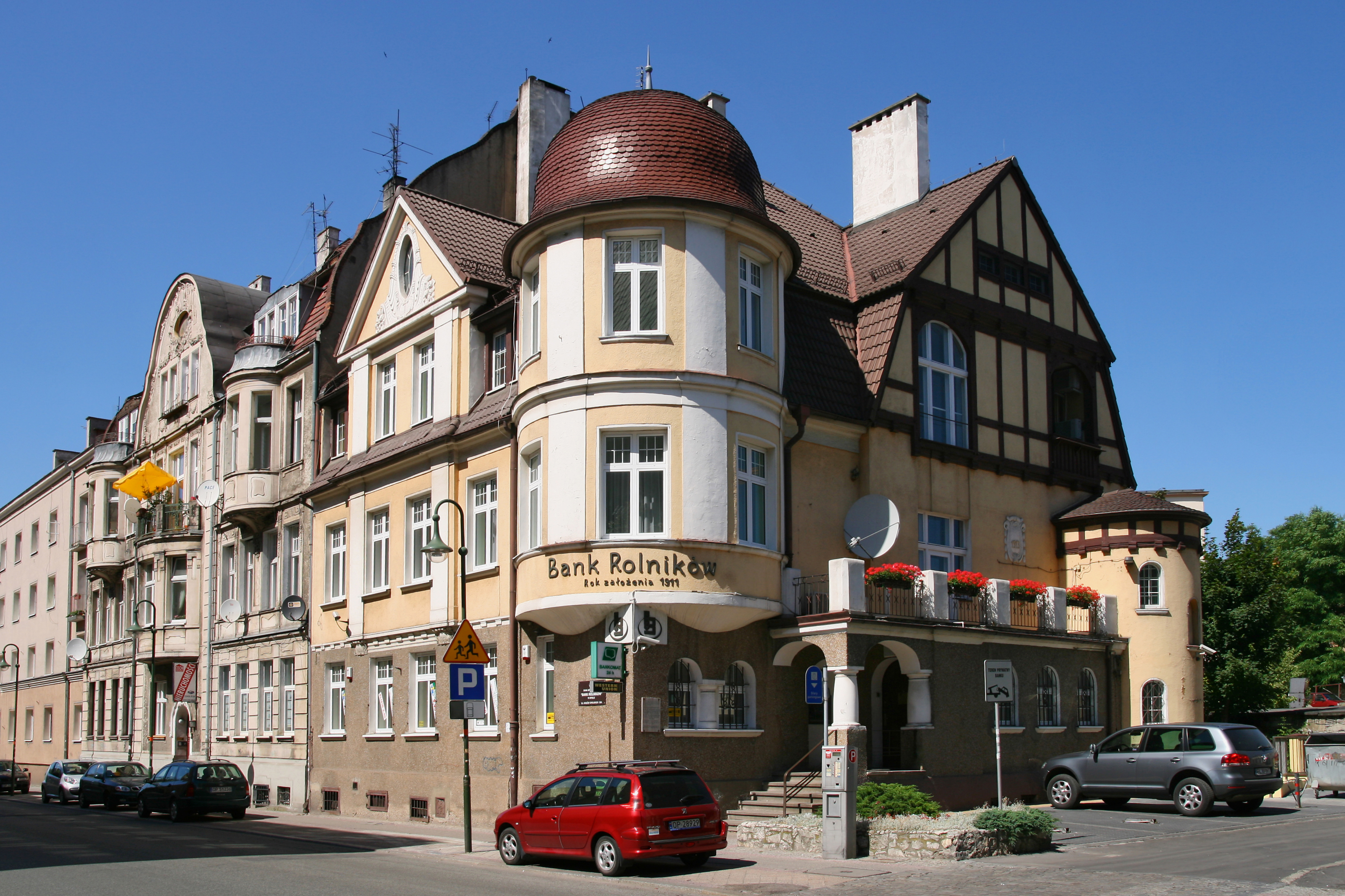
Сельскохозяйственный банк
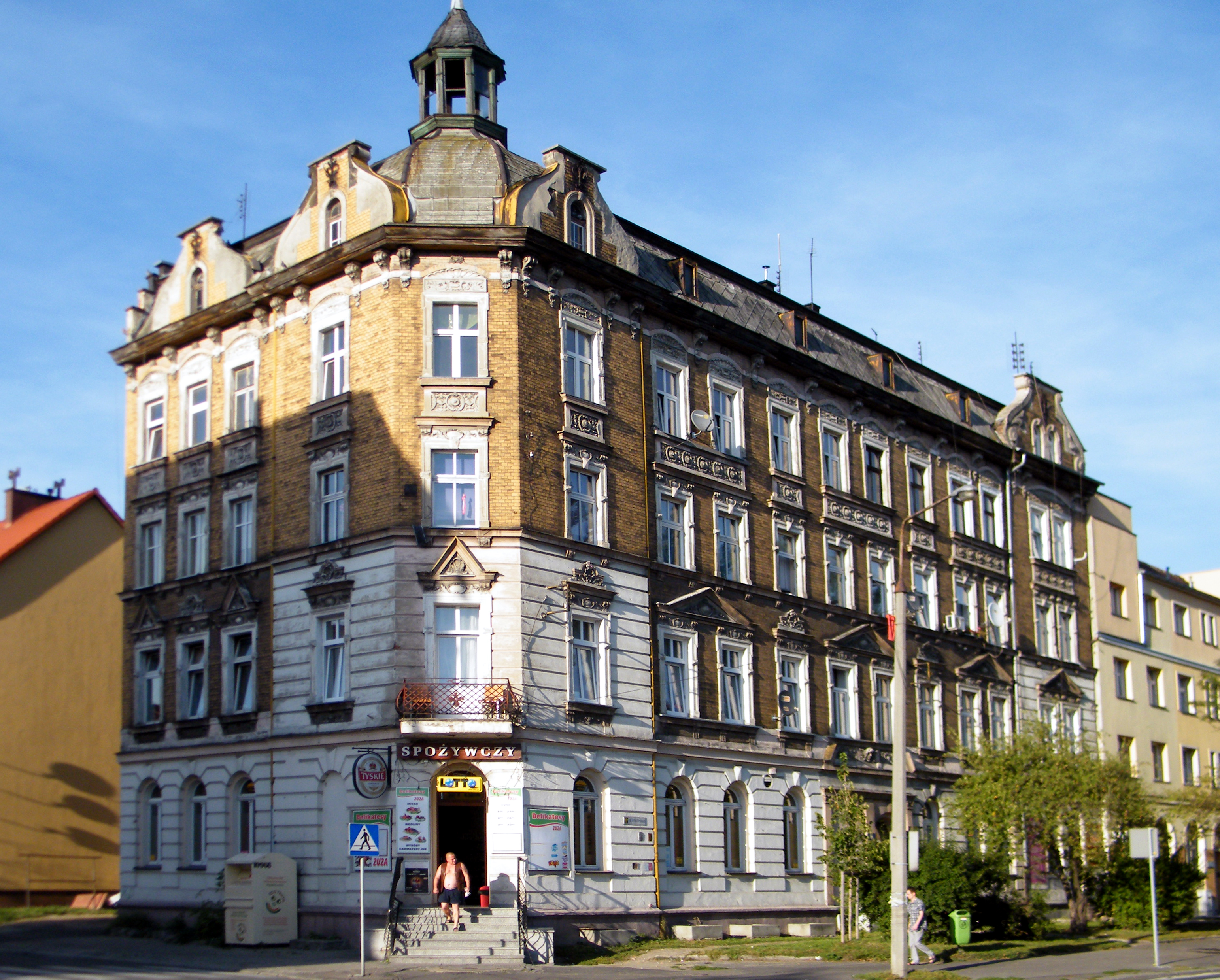
Старый дом, ул. Армии Крайовой / Катовицкая
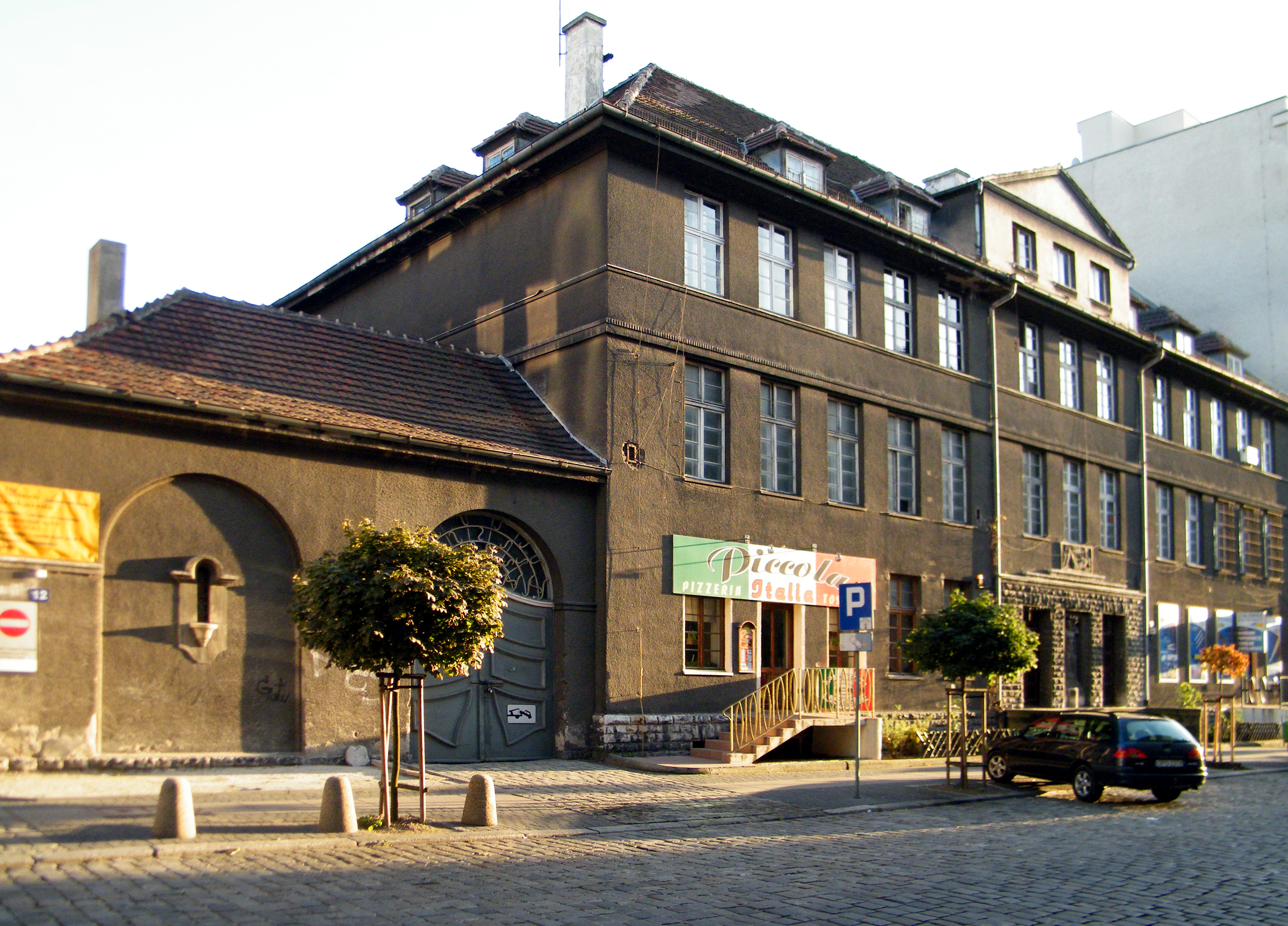
Дом начала XX в., улица Дамрота 10а
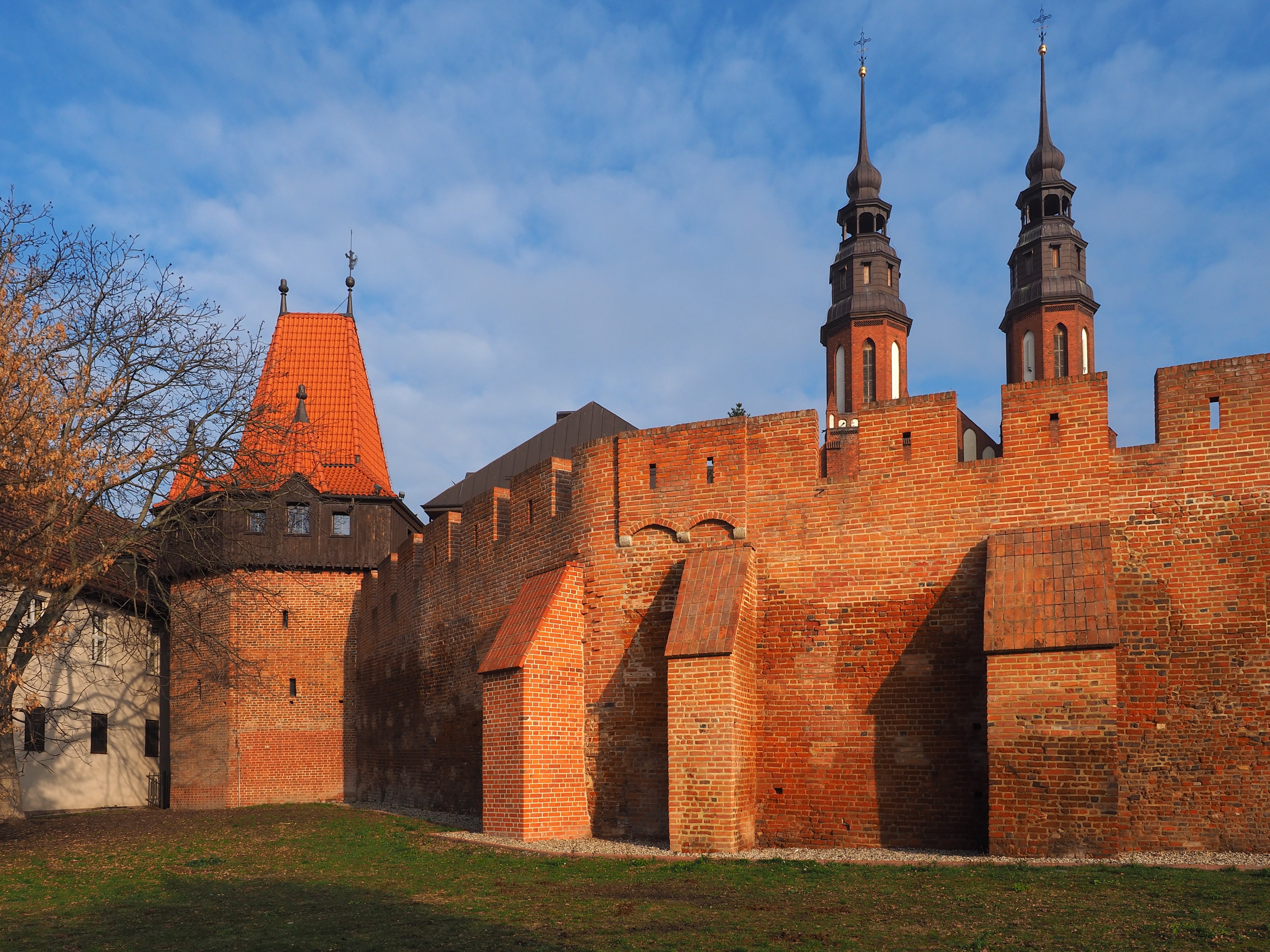
Стены собора
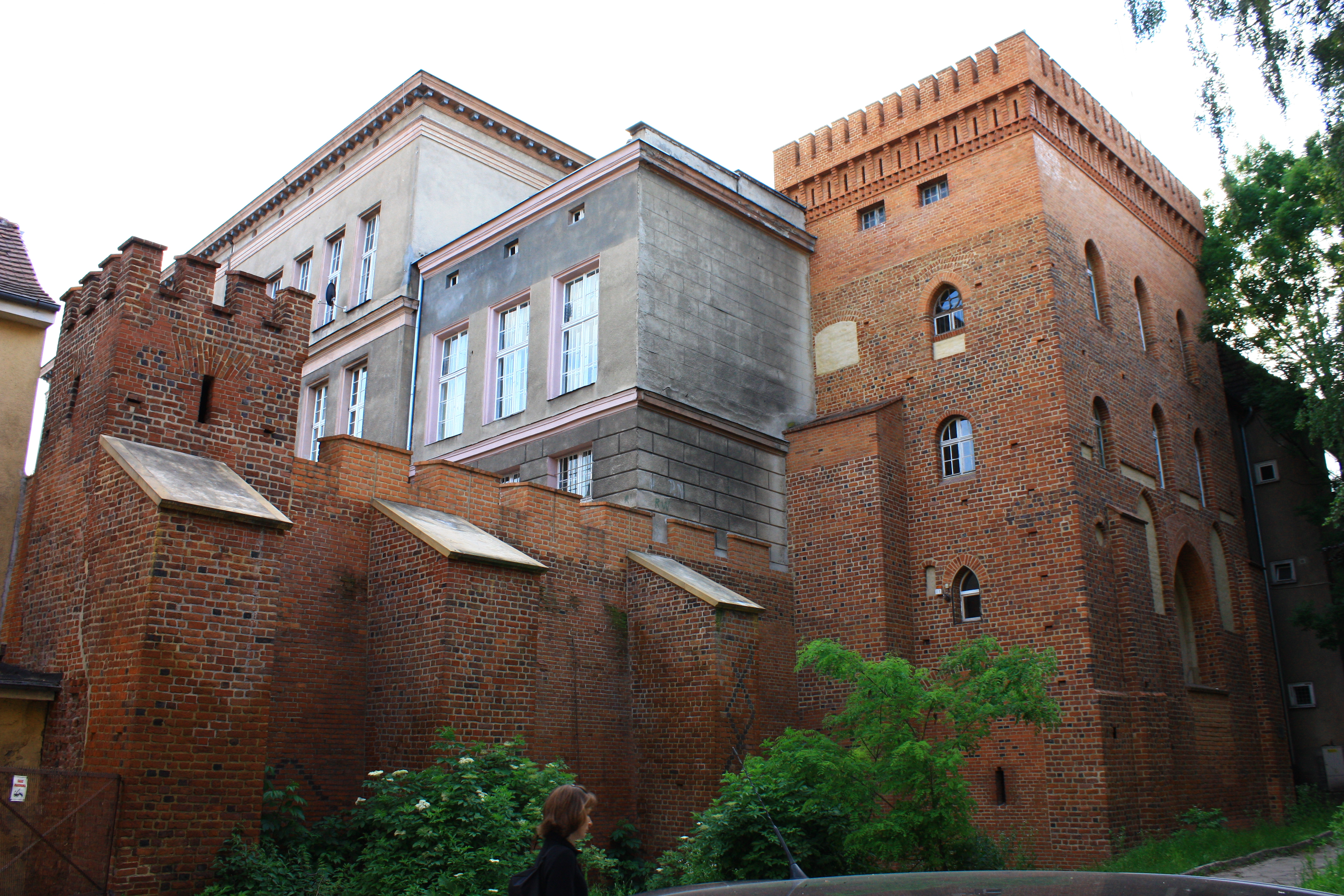
Верхний замок
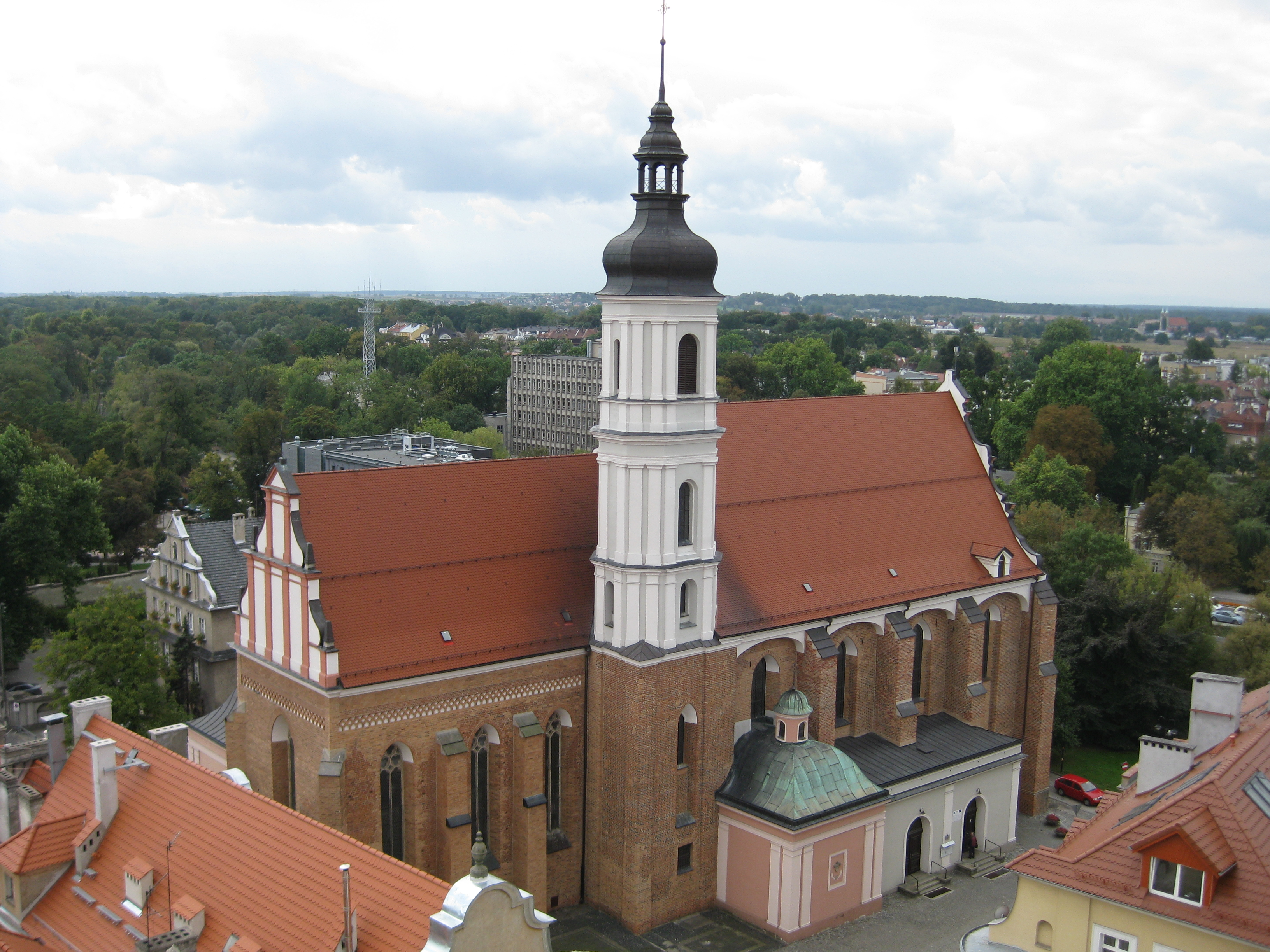
Францисканская кирха
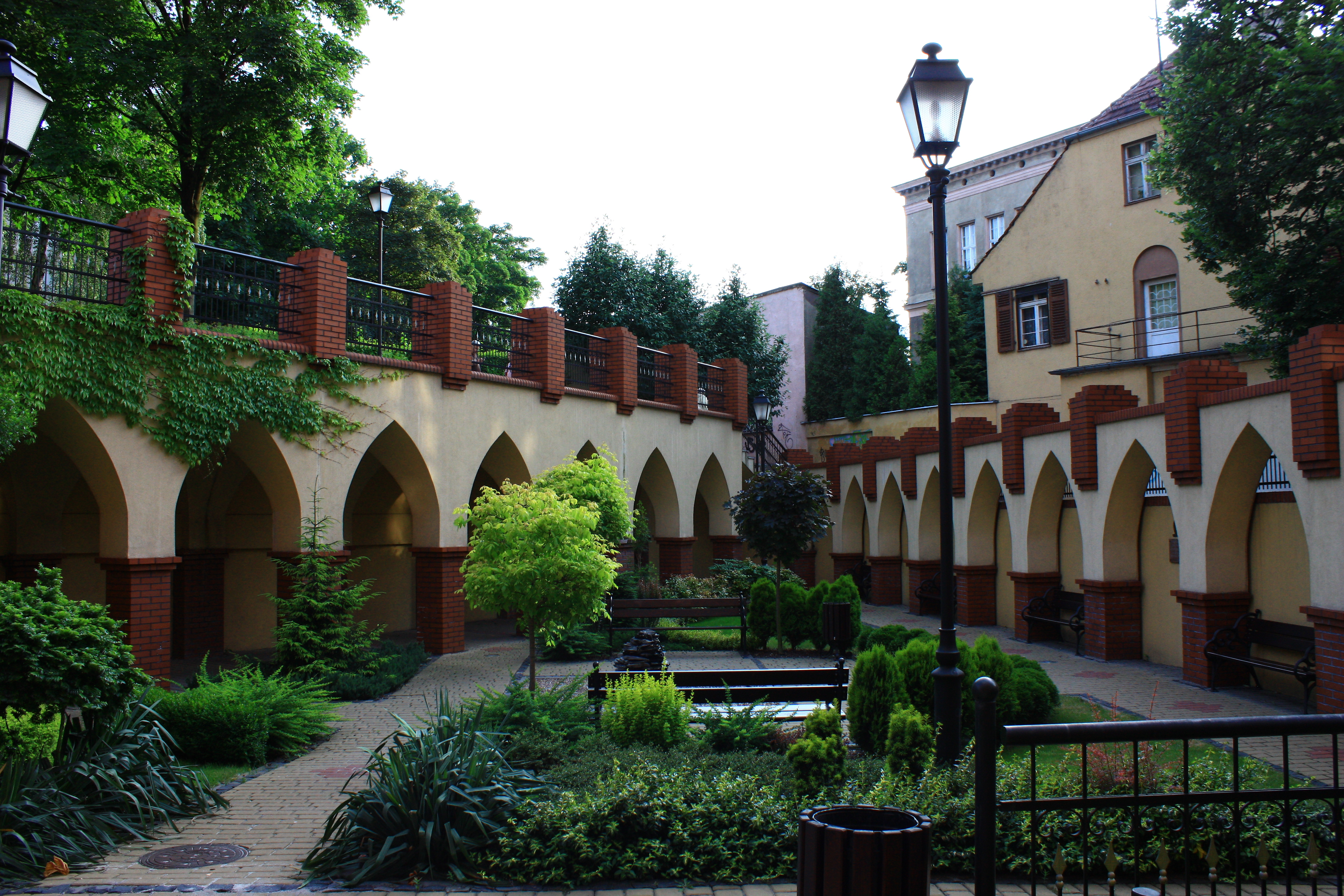
Доминиканское монастырское подворье
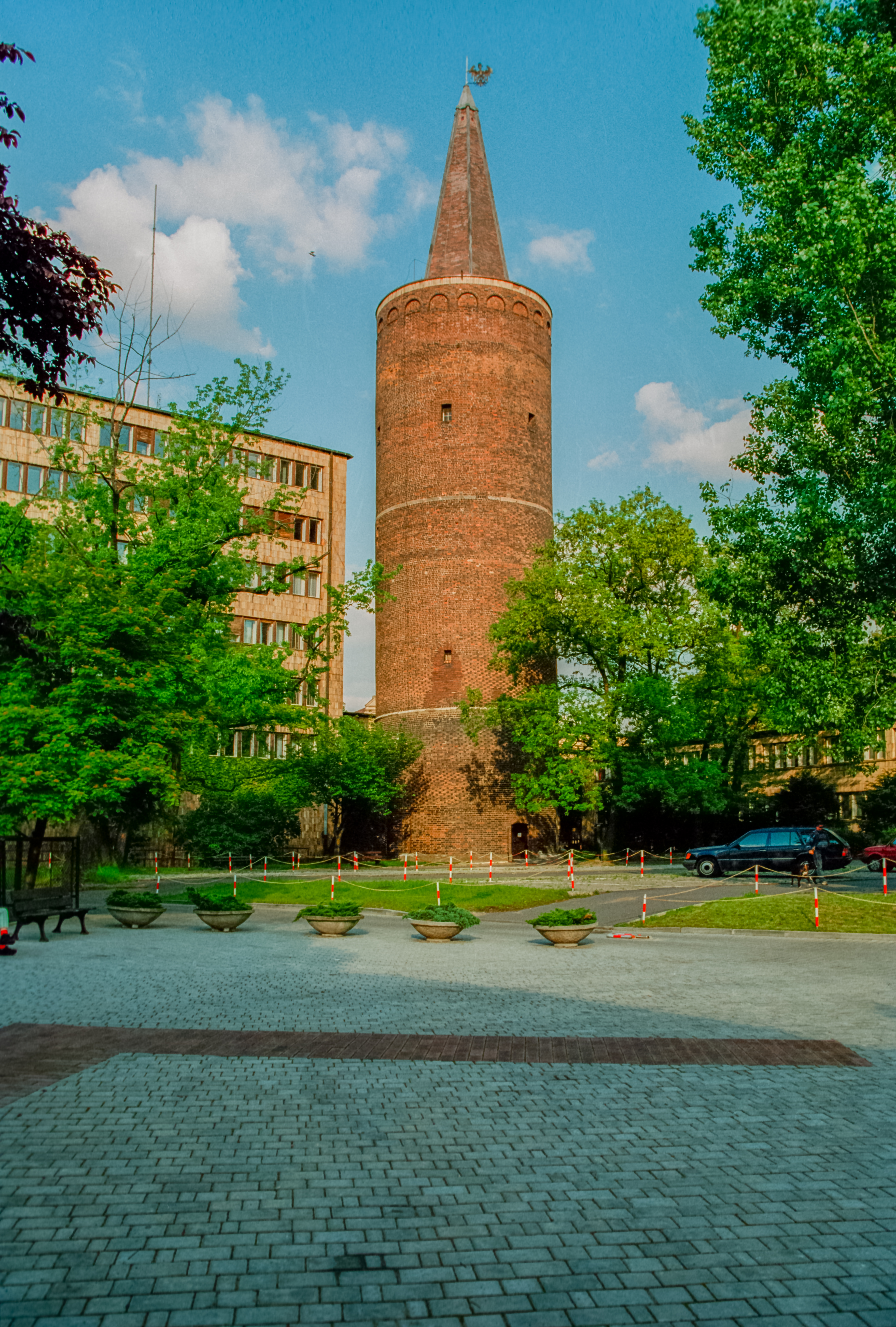
«Стражница» — башня династии Пястов, (ок. 1300)

## Транспорт
В городе четыре железнодорожные станции: Ополе-Главный, Ополе-Западный, Ополе-Восточный, Ополе-Грошовице и два остановочные пункта: Ополе-Гославице и Ополе-Гротовице. Городской пассажирский транспорт представлен автобусами. Также по городу ходят пригородные автобусы.

## Города-побратимы
- Алитус, Литва
- Айи-Анарьири, Греция
- Белгород, Россия
- Бонн, Германия
- Брунталь, Чехия
- Градец-Кралове, Чехия
- Каррара, Италия
- Дижон, Франция
- Грас, Франция
- Ингольштадт, Германия
- Ивано-Франковск, Украина
- Куопио, Финляндия
- Мюльхайм-ан-дер-Рур, Германия
- Потсдам, Германия
- Роанок, США
- Секешфехервар, Венгрия